# USS Flint (CL-97)
USS Flint (CL-97) là một tàu tuần dương hạng nhẹ của Hải quân Hoa Kỳ thuộc phân lớp Oakland của lớp Atlanta. Nó là chiếc tàu chiến thứ hai của Hải quân Mỹ được đặt cái tên này, được đặt theo tên thành phố Flint thuộc tiểu bang Michigan. Từng phục vụ trong giai đoạn kết thúc của Chiến tranh Thế giới thứ hai, con tàu được cho xuất biên chế vào năm 1947, rồi bị bán để tháo dỡ vào tháng 10 năm 1966. Flint được tặng thưởng bốn Ngôi sao Chiến đấu do thành tích phục vụ trong  Thế Chiến II.

## Thiết kế và chế tạo

### Thiết kế
Phân lớp Oakland là một lớp phụ thuộc lớp tàu tuần dương hạng nhẹ Atlanta được cải tiến. Giống như Atlanta, chúng được thiết kế như những tàu tuần dương phòng không, với dàn pháo chính gồm những khẩu 5 in (127 mm)/38 cal phòng không đa dụng (DP: dual-purpose). Khác biệt chính giữa Oakland với Atlanta là chúng loại bỏ các khẩu đội pháo 5 inch bên mạn để tăng cường súng phòng không hạng trung Bofors 40 mm và hạng nhẹ Oerlikon 20 mm.

### Chế tạo
Flint được đặt lườn vào ngày 1 tháng 8 năm 1941 bởi hãng Bethlehem Steel ở San Francisco, California. Nó được hạ thủy vào ngày 25 tháng 1 năm 1944, được đỡ đầu bởi bà R. A. Pitcher, và được cho nhập biên chế cùng hải quân vào ngày 31 tháng 8 năm 1944 dưới quyền chỉ huy của hạm trưởng, Đại tá Hải quân R. A. Pitcher.

## Lịch sử hoạt động
Flint trình diện để hoạt động cùng Đệ Tam hạm đội Hoa Kỳ tại Ulithi vào ngày 27 tháng 12 năm 1944, rồi lên đường sáu ngày sau đó cùng với Lực lượng Đặc nhiệm 38 cho một chuyến đi kéo dài một tháng nhằm hỗ trợ cho việc chiếm đóng Luzon. Nó đã hộ tống các tàu sân bay khi chúng tung ra các cuộc không kích xuống Luzon, Đài Loan và bờ biển Trung Quốc; lập hàng rào hỏa lực phòng không đối đầu với cuộc tấn công cảm tử kamikaze của Nhật vào ngày 21 tháng 1 năm 1945. Được tiếp liệu tại Ulithi từ ngày 26 tháng 1 đến ngày 10 tháng 2, Flint sau đó lên đường cùng với Lực lượng Đặc nhiệm 58 vừa mới được đổi tên cho các cuộc không kích xuống Tokyo trước cuộc tấn công lên Iwo Jima. Lực lượng của nó đi đến ngoài khơi Iwo Jima vào ngày 21 tháng 2 để hỗ trợ cho lực lượng Thủy quân Lục chiến, vốn đã đổ bộ hai ngày trước đó, và Flint quay trở về Ulithi vào ngày 12 tháng 3 cho một đợt nghỉ ngắn chỉ kéo dài 2 ngày.
Ra khơi cùng với Lực lượng Đặc nhiệm 58 tiến hành không kích đảo Kyūshū để chuẩn bị cho cuộc tấn công Okinawa, Flint giúp bắn rơi nhiều máy bay đối phương trong các cuộc không kích ác liệt nhắm vào các tàu sân bay từ ngày 18 đến ngày 22 tháng 3. Sau đó lực lượng đặc nhiệm tiến đến Okinawa, nơi Flint cùng các tàu chiến khác bắn phá các công sự phòng thủ dọc bờ biển chuẩn bị cho cuộc đổ bộ vào ngày 1 tháng 4. Ngoài một giai đoạn đi đến Ulithi để bảo trì trong các ngày 14–24 tháng 5, Flint hoạt động liên tục ngoài khơi Okinawa cho đến ngày 13 tháng 6, khi nó thả neo tại vịnh Leyte.
Flint khởi hành từ Leyte vào ngày 1 tháng 7, hộ tống cho các cuộc không kích cuối cùng xuống các đảo chính quốc Nhật Bản và tham gia bắn phá bờ biển phía Đông đảo Honshū cho đến khi chiến sự kết thúc. Vào ngày 24 tháng 8, nó hiện diện ngoài khơi Nii Shima để phục vụ như là tàu cứu hộ và trạm dẫn đường cho các máy bay vận tải chuyển lực lượng chiếm đóng đến Nhật Bản. Từ ngày 10 đến ngày 15 tháng 9, nó neo đậu trong vịnh Tokyo, rồi lên đường cùng với một lực lượng đặc nhiệm tàu sân bay với nhiệm vụ khảo sát trên không mà mặt biển tại miền Trung Honshū cho đến ngày 21 tháng 9.
Chiếc tàu tuần dương di chuyển từ Nhật Bản đến Eniwetok, rồi nhận lên tàu binh sĩ hồi hương tại Yokosuka vào ngày 13 tháng 10, đưa họ đến vịnh San Francisco vào ngày 28 tháng 11. Sau một chuyến đi khác đến Kwajalein giúp hồi hương các cựu chiến binh được giải ngũ, Flint đi đến Xưởng hải quân Puget Sound, Bremerton, Washington vào ngày 11 tháng 1 năm 1946, nơi nó được cho ngừng hoạt động và đưa về lực lượng dự bị vào ngày 6 tháng 5 năm 1947. Nó được xếp lại lớp với ký hiệu lườn mới CLAA-97 vào ngày 18 tháng 3 năm 1949; rồi bị tháo dỡ vào tháng 10 năm 1966.
Biển tên của nó hiện đang được lưu giữ tại Bảo tàng Sloan, tại thành phố mà nó mang tên.

## Phần thưởng
Flint được tặng thưởng bốn Ngôi sao Chiến trận do thành tích phục vụ trong Thế chiến II.
|  |                                                       |  |
|  | Bronze star · Bronze star · Bronze star · Bronze star |  |
|  |                                                       |  |

| Dãi băng Hoạt động Tác chiến            |                                                                         |                                      |
| Huân chương Chiến dịch Hoa Kỳ           | Huân chương Chiến dịch Châu Á-Thái Bình Dương với 4 Ngôi sao Chiến trận | Huân chương Chiến thắng Thế Chiến II |
| Huân chương Phục vụ Chiếm đóng Hải quân | Đơn vị Tuyên dương Tổng thống Philippine                                | Huân chương Giải phóng Philippine    |